# Katastrofa kolejowa w Viareggio
Katastrofa kolejowa w Viareggio – katastrofa kolejowa, która miała miejsce 29 czerwca 2009 o godzinie 23:48 we włoskim mieście Viareggio. W jej wyniku poniosły śmierć 32 osoby, a 27 zostało rannych.
Pociąg towarowy nr 50325 relacji Trecate – Gricignano, składający się z lokomotywy elektrycznej E.656.175 oraz czternastu wagonów-cystern, w których znajdował się gaz LPG (pierwszy wagon był własnością prywatną, pozostałe 13 wagonów należało do kolei niemieckich DB), wykoleił się na skutek pęknięcia osi pierwszego wagonu. W wyniku wykolejenia wagonów nastąpił wybuch gazu, który spowodował zniszczenia budynków mieszkalnych położonych blisko miejsca katastrofy.
W styczniu 2017 r. w atmosferze sporów politycznych zapadły wyroki na osoby odpowiedzialne za katastrofę – Mauro Moretti, były prezes firmy Rete Ferroviaria Italiana zarządającej infrastrukturą, został skazany na 7 lat więzienia. Ponadto 23 z 33 oskarżonych – w tym osoby pełniące wysokie funkcje kierownicze w spółkach kolejowych – zostało skazanych na kary do 7,5 roku pozbawienia wolności.

## Ofiary wypadku wg narodowości
| Kraj    | Liczba ofiar |
| ------- | ------------ |
| Włochy  | 23           |
| Maroko  | 6            |
| Ekwador | 2            |
| Rumunia | 1            |
| Razem   | 32           |